# 春風沉醉的夜晚
《春風沉醉的夜晚》是2009年中國電影，由婁燁導演，秦昊、陈思成主演。《春風沉醉的夜晚》是婁燁拍攝《頤和園》之後的首部作品。

## 剧情
在南京开小书店的王平（吴伟 饰）背着妻子林雪（江佳奇 饰）与男同性恋者姜城（秦昊饰）有染。对丈夫行为生疑的林雪委托罗海涛（陈思成 饰）跟踪王平，发现了姜城的行踪。气愤的林雪到姜城任职的旅游公司大闹，迫使其与王平分手。罗海涛有一个在制衣厂做工的女友李静（谭卓 饰），但他却在跟踪的过程中对姜城产生了好感。罗海涛与分手后情绪低落的姜城交往，二人关系日渐亲密，但与此同时他又难舍李静。在三人共同出游的过程中，李静发现了罗海涛与姜城的暧昧关系......

## 演出
- 秦昊
- 陈思成
- 谭卓
- 吴伟
- 江佳奇

## 上映
《春風沉醉的夜晚》參加法國第62屆坎城影展，并於5月14日全球首映 。

## 榮譽
《春風沉醉的夜晚》获得了第62屆坎城影展的最佳剧本奖。电影还獲得第47屆金馬獎最佳剪輯獎（布萊松弗洛朗斯、翁首鳴、曾劍）和最佳原創電影音樂獎（Peyman Yazdanian），以及最佳音效提名（富康）和最佳男主角提名（秦昊）。